# Михаил Когалничану (Јаши)
Михаил Когалничану (рум. Mihail Kogălniceanu) насеље је у Румунији у округу Јаши у општини Циганаши. Oпштина се налази на надморској висини од 58 m.

## Становништво
Према подацима из 2002. године у насељу је живело 1190 становника, од којих су сви румунске националности.